# Pero canaster
Pero canaster là một loài bướm đêm trong họ Geometridae.